# Kristo Srienc
Kristo Srienc, duhovnik, pripovednik, narodopisec, kmet, čebelar, lovec * 23. decembra 1910 v Podlogu pri Suhi, umrl 2002 v Večni vasi.

## Življenje
Kristo Srienc je po ljudski šoli na Suhi in gimnaziji v Celovcu zaključil študij filozofije (1932–1935) v celovški bogoslovnici - kjer je bil tudi predsednik zbora slovenskih bogoslovcev - in teologijo (1935–1938) pa v Innsbrucku. Disertacijo je napisal na temo: Das Kirchenjahr im religiösen Brauchtum der Kärntner Slowenen, Ausgewählte Fragen. Innsbruck 1937. Po novi maši 1938 je bil kaplan v Pliberku in župnijski upravitelj v Šentlipšu, od 1959 pa župnik v Šmihelu in dekan pliberške dekanije. V času nacizma je bil nekaj časa zaprt v Celovcu, nato je bil izgnan v Malto na Zgornjem Koroškem, kjer je opravljal službo do decembra 1945, ker so do tedaj lažne ovadbe preprečile vrnitev v Št. Lipš. Od leta 1949 naprej je bil še administrator župnije Globasnica. Poleg dušnega pastirstva se je uveljavljal tudi kot pisatelj del s socialno in narodnostno vsebino. Bil je napreden kmet, čebelar in zavzet lovec.
Prve objave je imel v mladinskem listu Mentor v Ljubljani. Po letu 1945 pa so se objavile svoje pesmi tudi v reviji Družina in dom in v Mohorjevem koledarju. Bil je med ustanovitelji Krščanske kulturne zveze. Bil je tudi več let član Narodnega sveta koroških Slovencev in podpredsednik Mohorjeve družbe. 
Po 2. svetovni vojni je delal pri narodni in verski obnovi Slovencev kot govornik in pisec (Tednik, Vera in dom).